# Lengehbīz
Lengehbīz (persiska: لنگه بيز) är en ort i Iran.   Den ligger i provinsen Ardabil, i den nordvästra delen av landet, 400 km nordväst om huvudstaden Teheran. Lengehbīz ligger 1 872 meter över havet och antalet invånare är 102.
Terrängen runt Lengehbīz är kuperad. Runt Lengehbīz är det ganska tätbefolkat, med 111 invånare per kvadratkilometer. Närmaste större samhälle är Khvājeh Bolāghī, 13,0 km sydost om Lengehbīz. Trakten runt Lengehbīz består i huvudsak av gräsmarker.